# Балдеївське сільське поселення
Балде́ївське сільське поселення (рос. Балдеевское сельское поселение) — муніципальне утворення у складі Кізнерського району Удмуртії, Росія. Адміністративний центр — село Балдейка.
Населення становить 574 особи (2019, 737 у 2010, 899 у 2002).

## Історія
Балдеївська сільрада у складі Троцької волості Можгинського повіту була утворена 1924 року, а Староаргабаська 1925 року. 1929 року сільради відійшли до складу Граховського району. 1935 року був утворений Бемизький район, до складу якого увійшли і сільради. 1953 року Балдеївська сільрада була приєднана до Староаграбаської, а у травні того ж року до сільради було приєднано населені пункти Верхньобемизької сільради — Шигай, Крутогорськ, Красна Гора, Айдуан-Чаб'я та Кібек-Пельга. 27 листопада 1956 року Бемизький район був ліквідований і сільрада увійшла до складу Кізнерського району. 21 квітня 1958 року сільрада перейменована у сучасну назву через перенесенням центру із Старого Аграбашу до Балдейки. Головою сільради у 1958-1960 роках був І. М. Буторін. У серпні 1960 року до сільради була приєднана ліквідована Лака-Тижминська сільрада. Головою сільради у 1960-1963 роках був І. І. Олесов. 1963 року головою були також Є. С. Романов і А. П. Домченков, у 1963-1969 роках головою був А. І. Колбін. 1966 року зі складу сільради була виділена Лака-Тижминська сільрада (населені пункти Лака-Тижма, Кочетло та Черново). Головою сільради до 1974 року був Н. А. Руських, потім А. І. Дулов, знову Н. А. Руських, Н. А. Чернишов, М. В. Чернова (до 1992 року), А. Ю. Чернов, Т. В. Пупов, з 2008 року — В. М. Ковирзін. 2004 року сільрада отримала статус сільського поселення.

## Склад
До складу поселення входять такі населені пункти:
| Населений пункт          | Населення, осіб (2002) | Населення, осіб (2010) |
| ------------------------ | ---------------------- | ---------------------- |
| Балдейка, село           | 462                    | 410                    |
| Нижня Чаб'я, присілок    | 154                    | 105                    |
| Новонікольськ, починок   | 0                      | -                      |
| Петропавлово, присілок   | 0                      | -                      |
| Старий Аргабаш, присілок | 168                    | 132                    |
| Тузьмо-Чаб'я, присілок   | 98                     | 88                     |
| Ямушан-Ключі, присілок   | 17                     | 2                      |

## Господарство
В поселенні діють школа, садочок, 2 фельдшерсько-акушерських пункти, 2 клуби, бібліотека. Серед підприємств працюють 4 фермерства, пошта та 3 магазини.